# Pandur
El Pandur es un vehículo de seis ruedas (6X6), compacto, de silueta reducida, con una línea muy similar al BMR, que ofrece alta movilidad y muy buenas prestaciones en todoterreno, protección, buena capacidad de transporte, así como estudiadas posibilidades de evolución y desarrollo de toda una gama, siendo desarrollado durante la década de los 80, los primeros vehículos comenzaron a producirse en 1985.

## Historia
A requerimiento, y siguiendo las especificaciones del ejército austriaco tras los estudios que comprenden los exigentes requerimientos tácticos-técnicos de las posibles zonas operativas, terrenos y condiciones atmosféricas propias y de un variado grupo de posibles usuarios, ya que se pensó en la exportación, fue diseñado por de la compañía austríaca, Steyr-Daimler-Puch, filial  de General Dynamics, que  asumió el control de la misma en 2003, pasando a formar parte de los sistemas europeos del combate de tierra de General Dynamics, junto con MOWAG de Suiza y de General Dynamics, Santa Bárbara Sistemas de España, para disponer de un transporte acorazado a ruedas de personal y material en escenarios de combate.
El Pandur 6X6  es el  heredero del concepto, diseño y prestaciones del BMR (en las que se basó su desarrollo), dado que en virtud de un acuerdo tecnológico entre Steyr y Santa Bárbara (una vez ambas integradas en General Dynamics) la austriaca aportó tecnología para el diseño del ASCOD (Pizarro en España y Ulan en Austria). A cambio, Santa Bárbara  proporcionó sus conocimientos y experiencia en blindados de ruedas adquiridos con el BMR.

## Armamento y blindaje
El Pandur monta de base una ametralladora  de 12.7 mm, pudiendo llevar también un lanzagranadas y una torreta con un cañón de hasta 90 mm. Su blindaje se compone de planchas de acero.

## Prestaciones
El Pandur está disponible en las variantes antitanque con varios tipos de misiles, puesto de mando, policía, portamortero de  81 o 120mm, reconocimiento y recuperación. Algunas de estas versiones, como la ambulancia, tienen el techo más alto y  una distancia entre ejes más larga para el volumen mayor interno.
Es  totalmente anfibio gracias a dos waterjets, pudiendo vadear una profundidad de 1,5 m. El vehículo alcanza una velocidad de 11 km/h en el agua, el compartimento de personal puede ser equipado con aire acondicionado, sistema de protección de NBC y antincendios. Las tropas son capaces de embarcar o desembarcar rápidamente por dos puertas y una rampa en la parte trasera del vehículo.
Puede ser transportado en un avión C-130.

## Operadores[1]

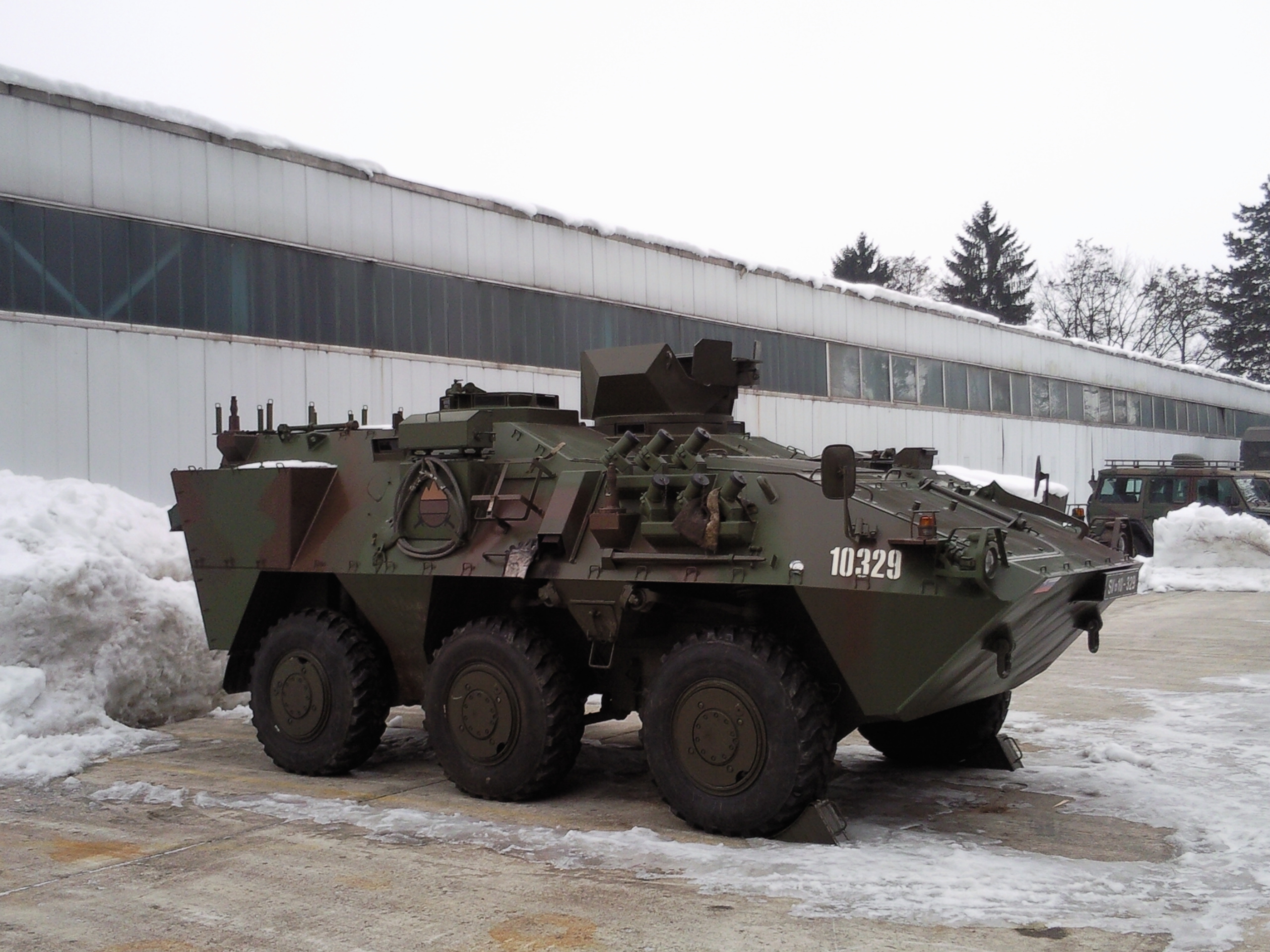
Valuk

- Austria Opera 68 unidades
- Bélgica Opera 58 unidades
- Estados Unidos Opera 33 unidades fabricadas bajo licencia por AV Technology con el nombre de AGMS (Armored Ground Mobility System) para el Mando de Operaciones Especiales del Ejército de los Estados Unidos
- Gabón Opera 20 unidades
- Kuwait opera 70 unidades
- Eslovenia opera 85 unidades fabricadas bajo licencia con el nombre de Valuk
- Guinea Ecuatorial Opera 15 unidades
- Islas Salomón Policía de las islas

### Desarrollos relacionados
- Pandur II
- BMR
- VEC